# Yūta Kamiya
Yūta Kamiya (jap. 神谷 優太, Kamiya Yūta; * 24. April 1997 in Yamagata, Präfektur Yamagata) ist ein japanischer Fußballspieler.

## Karriere

### Verein
Yūta Kamiya erlernte das Fußballspielen in der Jugendmannschaft von Tokyo Verdy sowie in der Schulmannschaft der Aomori Yamada High School. Seinen ersten Profivertrag unterschrieb er 2016 bei Shonan Bellmare. Der Verein aus Hiratsuka, einer Großstadt im Süden der Präfektur Kanagawa, spielte in der höchsten Liga des Landes, der J1 League. Ende 2016 musste er mit dem Verein den Weg in die Zweitklassigkeit antreten. Nach nur einem Jahr schaffte der Club als Meister der J2 den direkten Wiederaufstieg. Die Saison 2018 und 2019 wurde er an den Zweitligisten Ehime FC nach Matsuyama ausgeliehen. Für Ehime spielte er 66-mal in der zweiten Liga. 2020 unterschrieb er einen Vertrag beim Erstligisten Kashiwa Reysol in Kashiwa. 44-Mal stand er für Reysol in der ersten Liga auf dem Spielfeld. Im Januar 2022 unterschrieb er in Shimizu einen Vertrag beim Ligakonkurrenten Shimizu S-Pulse. Am Ende der Saison 2022 musste er mit dem Verein als Tabellenvorletzter in die zweite Liga absteigen. Nach insgesamt 44 Ligaspielen, in denen er vier Tore erzielte, wechselte er im Januar 2024 nach Südkorea. Hier schloss er sich dem Erstligisten Gangwon FC an. Nach nur zehn Ligaspielen kehrte er Ende Juli 2024 nach Japan zurück. Hier nahm ihn der Zweitligist Fagiano Okayama unter Vertrag. Am Ende der Saison 2024 belegte er mit Okayama den fünften Tabellenplatz und qualifizierte sich somit zu den Aufstiegsspielen zur ersten Liga. Hier konnte man sich im Finale gegen Vegalta Sendai durchsetzen und stieg somit in die erste Liga auf.

### Nationalmannschaft
Yuta Kamiya spielte von 2016 bis 2019 für die U19, U21 und U23–Nationalmannschaft.

## Erfolge
Shonan Bellmare
- Japanischer Zweitligameister: 2017  ▲